# Renault Captur I
| Sterne im Euro-NCAP-Crashtest (2013) | 5 Sterne im Euro-NCAP-Crashtest |

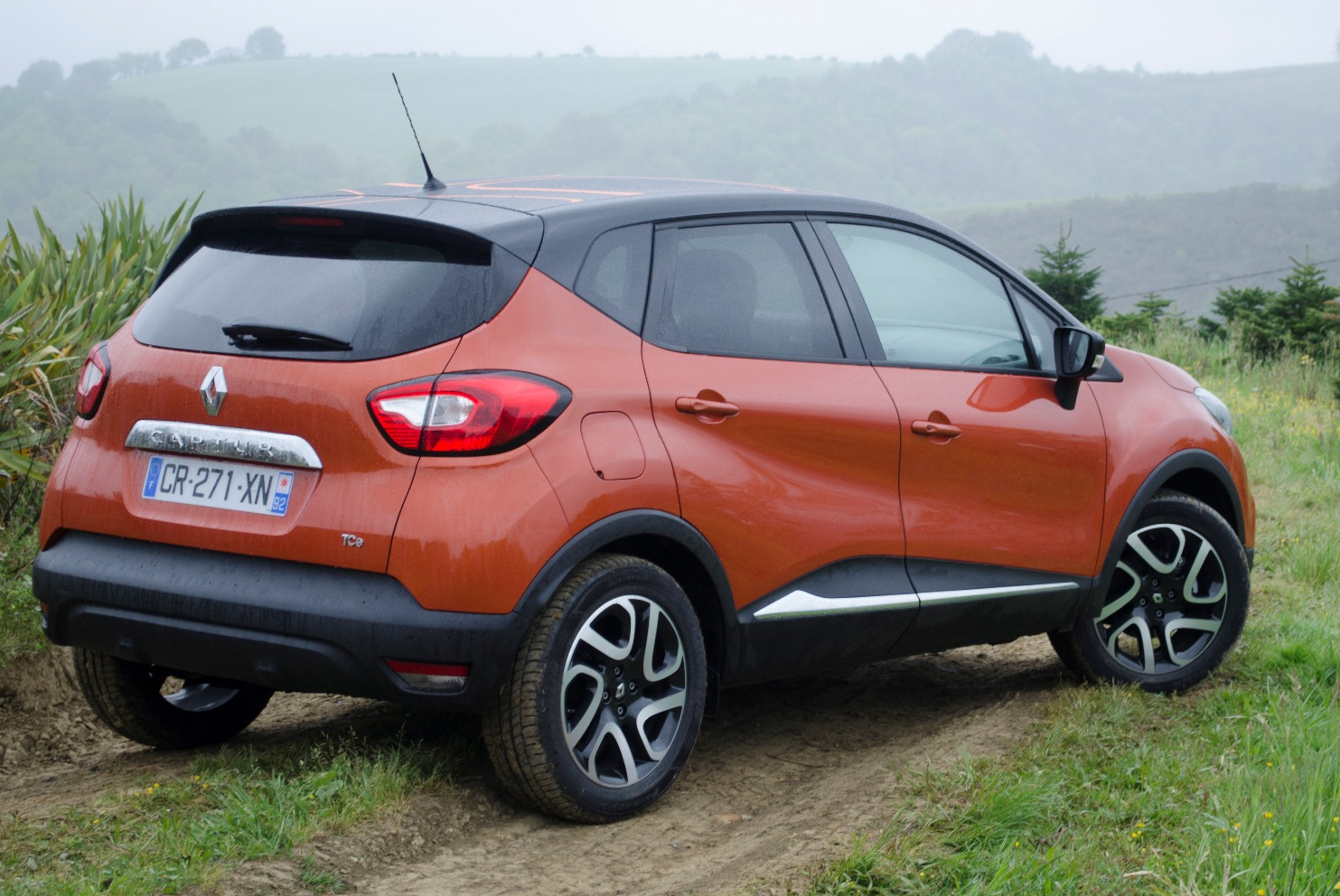
Heckansicht

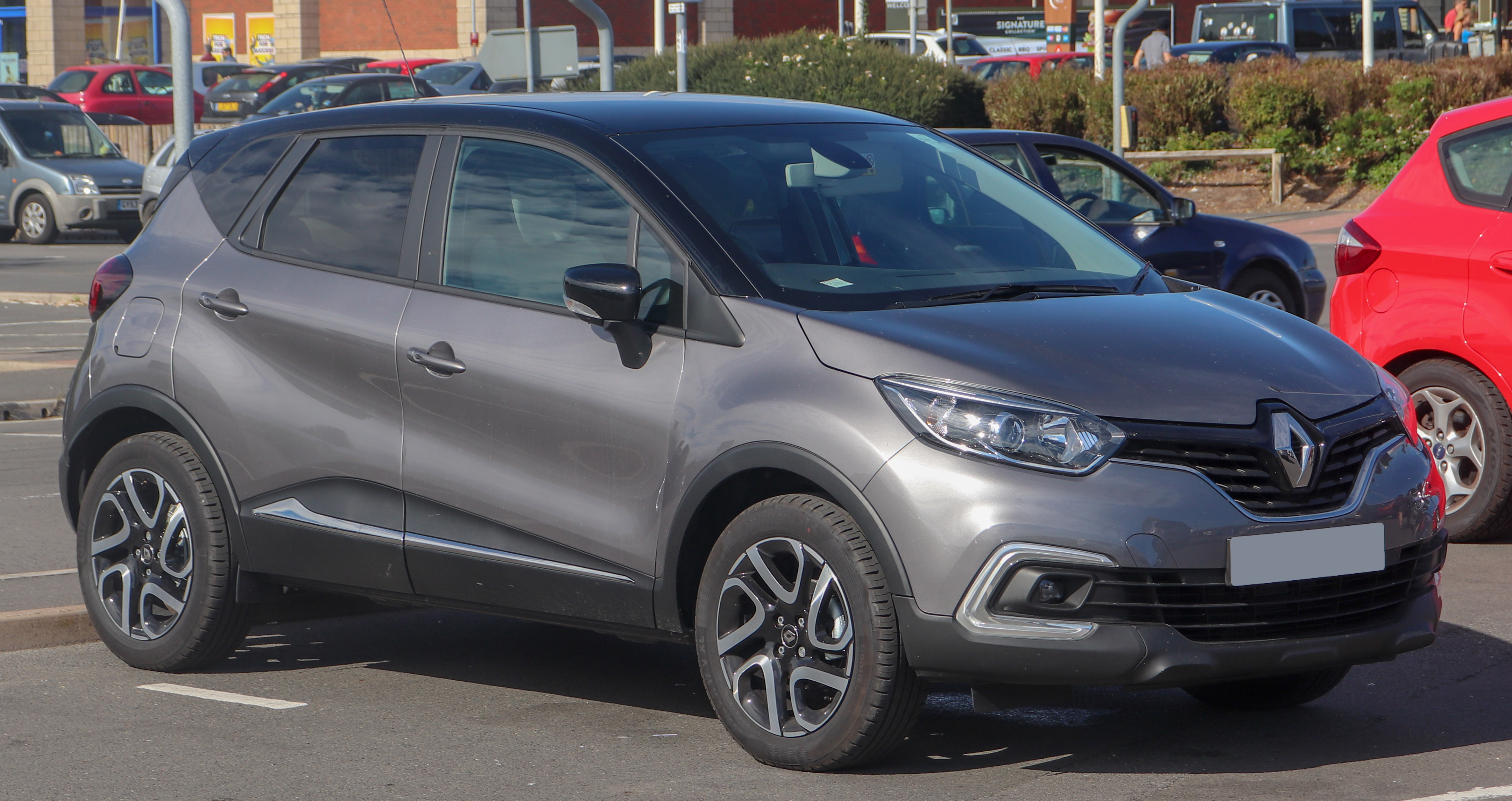
Renault Captur (2017–2019)

Der Renault Captur I ist ein Kompakt-SUV des französischen Automobilherstellers Renault. Das auf dem Genfer Auto-Salon vorgestellte Fahrzeug wurde von Anfang 2013 bis Mitte 2019 produziert. Der Verkauf begann im April 2013 in Frankreich, während Deutschland im Juni 2013 folgte; hier wurde das Auto in den Fahrzeugpapieren als Schrägheck-Limousine bezeichnet. In Europa wurde neben dem Captur ein baugleiches Modell für Südkorea als Samsung QM3 hergestellt. Weltweit wurden circa 1,2 Millionen Stück verkauft. Die zweite Generation des Captur ist eine komplette Neuentwicklung auf Basis der auch beim Clio V verwendeten CMF-B-Plattform von Renault/Nissan und kam Anfang 2020 auf den Markt.

## Beschreibung und Geschichte
Der Captur wurde auf der gleichen Plattform wie der Renault Clio IV produziert und basierte auch auf dessen Technik. Offiziell solle er jedoch trotz der baulichen und konzeptionellen Unterschiede den Renault Modus und Grand Modus ersetzen. Zu den optischen Besonderheiten des Captur zählten die spezielle Zweifarblackierung, die Interessenten in unterschiedlichen Kombinationen vornehmlich kräftiger Farben wählen könnten, außerdem die verhältnismäßig groß dimensionierten Räder, die unter anderem der leicht angehobenen Bodenfreiheit im Zuge des erhöhten Fahrwerks zugutekommen. Zu den Ausstattungsvarianten gehören auch eine Berganfahrhilfe, eine Rückfahrkamera sowie eine Einparkhilfe.
Der Renault Captur war nach dem Clio von 2012 das zweite Fahrzeug, mit dem der neue Chefdesigner von Renault, Laurens van den Acker, seine mit dem Renault DeZir vorgegebene neue Design-Linie in ein Serienfahrzeug umsetzte.
Mit dem Kaptur brachte Renault 2016 einen fast namensgleichen, optisch ähnlichen SUV in Russland auf den Markt. Dieser ist jedoch über 20 Zentimeter länger, verfügt über serienmäßigen Allradantrieb und basiert nicht auf der Clio-Plattform. In Indien und Brasilien erhältliche Versionen tragen den Namen Captur so wie das Modell in Europa, sind jedoch praktisch identisch zum russischen Kaptur.
Im Sommer 2017 bekam der Renault Captur ein Facelift. Im umgestalteten Frontstoßfänger befinden sich nun LED-Tagfahrleuchten in C-Form. Am Heck ersetzte eine erneuerte Rückleuchtengrafik die ursprüngliche. Im Innenraum wurden die Verarbeitungsqualität und die Qualität der verwendeten Materialien verbessert. Das Motorenprogramm blieb unverändert.
Im Juni 2019 hat Renault das Nachfolgemodell Captur II vorgestellt.

## Technische Daten
Alle Modelle des ab April 2013 gebauten Captur werden an der Vorderachse angetrieben und haben aufgeladene Motoren, die 4-Zylinder zusätzlich mit Direkteinspritzung, die die Euro-6-Abgasnorm erfüllen.
| Modell (Motor)                              | 0.9 (TCe 90)               | 1.2 (TCe 120) (EDC)                  | 1.3 (TCe 130) GPF           | 1.3 (TCe 150) GPF (EDC)              | 1.5 (dCi 90) (EDC)                   | 1.5 (dCi 110)               |
| ------------------------------------------- | -------------------------- | ------------------------------------ | --------------------------- | ------------------------------------ | ------------------------------------ | --------------------------- |
| Bauzeitraum                                 | 06/2013–12/2019            | 06/2013–08/2018                      | 01/2019–12/2019             | 01/2019–12/2019                      | 06/2013–06/2019                      | 06/2013–08/2018             |
| Motorcode                                   | H4Bt 400                   | H5ft 403                             |                             |                                      | K9K 608 K9K 609 (EDC)                | K9K 636                     |
| Motortyp                                    | R3-Ottomotor               | R4-Ottomotor                         | R4-Ottomotor                | R4-Ottomotor                         | R4-Dieselmotor                       | R4-Dieselmotor              |
| Hubraum                                     | 0898 cm³                   | 1197 cm³                             | 1333 cm³                    | 1333 cm³                             | 1461 cm³                             | 1461 cm³                    |
| Maximalleistung                             | 66 kW (90 PS) bei 5000/min | 87 kW (118 PS) bei 5000/min          | 96 kW (130 PS) bei 5000/min | 110 kW (150 PS) bei 5500/min         | 66 kW (90 PS) bei 4000/min           | 81 kW (110 PS) bei 4000/min |
| maximales Drehmoment                        | 140 Nm bei 2250/min        | 205 Nm bei 2000/min                  | 220 Nm bei 1500/min         | 250 Nm bei 1700/min                  | 220 Nm bei 1750/min                  | 260 Nm bei 1750/min         |
| Getriebe, serienmäßig                       | 5-Gang-Schaltgetriebe      | 6-Gang-Schaltgetriebe                | 6-Gang-Schaltgetriebe       | 6-Gang-Schaltgetriebe                | 5-Gang-Schaltgetriebe                | 6-Gang-Schaltgetriebe       |
| Getriebe, optional                          | —                          | 6-Gang-Doppelkupplungsgetriebe (EDC) | —                           | 6-Gang-Doppelkupplungsgetriebe (EDC) | 6-Gang-Doppelkupplungsgetriebe (EDC) | —                           |
| Höchstgeschwindigkeit                       | 171 km/h                   | 182 (192) km/h                       | 200 km/h                    | 210 km/h                             | 171 (172) km/h                       | 180 km/h                    |
| Beschleunigung, 0–100 km/h                  | 13,1 s                     | 09,9 (10,6) s                        | 10,2 s                      | 09,8 (09,5) s                        | 13,1 (13,8) s                        | 11,4 s                      |
| kombinierter Kraftstoffverbrauch auf 100 km | 5,1–5,4 l Super            | 5,5–5,6 l Super                      | 5,6 l Super                 | 5,5 l Super                          | 3,6–3,7 (3,8–4,0) l Diesel           | 3,7–3,9 l Diesel            |
| kombinierte CO2-Emissionen                  | 114–121 g/km               | 125–127 g/km                         | 128 g/km                    | 126 (125) g/km                       | 095–98 (99–103) g/km                 | 098–101 g/km                |

Anmerkung: Klammerwerte gelten für die DKG-Varianten